# The Oak Room (film)
The Oak Room é um filme de suspense canadense de 2020 dirigido por Cody Calahan e estrelado por RJ Mitte, Ari Millen, Martin Roach, Nicholas Campbell, David Ferry e Peter Outerbridge. É baseado na peça de Peter Genoway de mesmo nome.

## Elenco
- RJ Mitte	...	Steve
- Peter Outerbridge	...	Paul
- Ari Millen	...	Michael
- Nicholas Campbell	...	Gordon
- Martin Roach	...	Richard
- David Ferry	...	Kenneth
- Amos Crawley	...	Thomas Coward
- Avery Esteves	...	Michael jovem
- Coal Campbell	...	Gordon jovem
- Adam Seybold	...	Paul jovem

## Lançamento
O filme estreou no Festival Internacional de Cinema de Fantasia em agosto de 2020.

## Recepção
O filme tem 90% de aprovação no Rotten Tomatoes com base em 42 avaliações, com média de 7,4/10. O consenso dos críticos do site diz: "The Oak Room contém um conto tenso e assustador que prova que o gótico sulista pode florescer no norte nevado". Andrew Mack, do Screen Anarchy, deu uma crítica positiva ao filme e escreveu: "O filme prova mais uma vez que às vezes tudo o que você precisa é de uma boa história para cativar o público. The Oak Room tem pelo menos três".